# 苏书岩
苏书岩（1942年—），河北沧县人，中国人民解放军将领、中国人民解放军中将。 
1988年授予中国人民解放军少将军衔，2001年，授予中国人民解放军中将军衔。
1988年任中国人民解放军总后勤部军事交通运输部副部长，1990年任车船部部长，1992年任中国人民解放军总后勤部军需物资油料部部长，1999年12月任总后勤部副部长。
2008年，担任第十届全国人大常委、十一届全国人大代表、全国人大环境与资源保护委员会委员。